# XX 남성 증후군
XX 남성 증후군은 X 염색체에 Y 염색체의 SRY부분이 교차되어 들어와 핵형이 XX임에도 남성이 되는 것이다. 그러나 정자를 만드는 유전자가 없어 불임이 된다. 핀란드의 의학자 알베르트 드 라 샤펠이 연구해 드 라 샤펠 증후군으로도 불린다.

## 같이 보기
- 터너 증후군
- SRY
- 성역전